# Lupembien
Objets typiques
Pointe bifaciale lancéolée
Le Lupembien est une industrie lithique préhistorique que l'on trouve en Afrique centrale et ses alentours. Cette industrie est rattachée au Paléolithique moyen d'Afrique, autrement appelé Middle Stone Age, mais sa chronologie précise est encore assez mal cernée.

## Historique
Le Lupembien doit son nom au site de Lupemba, dans la région du Katanga, en République démocratique du Congo.

## Description
Le Lupembien se caractérise par des outils lithiques de petit format, soigneusement taillés : ciseaux, herminettes, rabots (illustrant probablement le travail du bois), grattoirs, et lames. L'outil lupembien le plus caractéristique est une pointe bifaciale allongée et lancéolée, souvent très finement travaillée, qui était peut-être emmanchée sur une lance en bois aujourd'hui disparue.
Par rapport au Sangoen, les assemblages du Lupermbien se reconnaissent à la qualité de leur technique de façonnage bifacial.
Le Lupembien n'a cependant jamais été défini de façon très précise, si bien que de nombreux assemblages lithiques, montrant une grande variabilité typologique, lui ont été rattachés au cours des XXe et XXIe siècles par des générations successives d'archéologues.

## Chronologie
Les archéologues rattachent le Lupembien au Paléolithique moyen d'Afrique, ou Middle Stone Age, ce qui correspond théoriquement à un âge compris entre environ 400 000 et 40 000 ans. Les datations de sites lupembiens proposées au cours du XXe siècle étaient pour la plupart assez basses, généralement inférieures à 50 000 ans. Des datations nettement plus anciennes ont été plus récemment avancées pour certains sites (Zambie, Kenya). Cependant, très peu de sites ont livré des stratigraphies précises et des datations fiables, si bien que l'âge réel du Lupembien reste assez mal cerné.
À défaut de chronologie précise, les archéologues conviennent généralement de placer le Lupembien entre le Sangoen, plus ancien, et le Tchitolien, plus récent.

## Extension géographique
À l'origine, le nom de Lupembien a été utilisé pour décrire des industries lithiques d'Afrique centrale : République centrafricaine, Gabon, Congo Brazzaville, Congo Kinshasa, Angola. Mais les archéologues ont aussi reconnu des assemblages lupembiens en Afrique australe (sites des chutes de Kalambo et de Twin Rivers, en Zambie), ainsi qu'en Afrique de l'Est (sites de Muguruk, au Kenya, et de Mumba, en Tanzanie), et peut-être même jusqu'au Soudan, en Afrique du Nord.

### Liste des sites lupembiens
Une centaine de sites lupembiens ont été identifiés en Afrique centrale et sur ses marges, dont les plus connus sont les suivants, :
- République centrafricaine :
  - N'Zako Ambilo, préfecture de Mbomou (1973)
  - N'Zako Kono, préfecture de Mbomou (1973)

- Gabon :
  - Maboue 5, dans la basse vallée de l'Ogooué : 40 ka (2002)

- Guinée équatoriale :
  - Mosumu

- République du Congo (Congo Brazzaville) :
  - M'Piaka, sur le fleuve Zaïre, près de la côte atlantique (1937)

- République démocratique du Congo (Congo Kinshasa) :
  - plaine de Kinshasa, dans l'ouest du pays : 12 ka (1968)
  - Bandundu, dans l'ouest
  - Lodja, dans le nord
  - Lunda, dans le centre du pays
  - Masango, près du lac Tanganyika
  - Kamoa, dans la province du Katanga, dans le sud-est du pays
  - Lupemba, dans la province du Katanga

- Angola :
  - Dundo, près de la frontière avec la RD Congo

- Zambie :
  - Chutes de Kalambo, près de la frontière avec la Tanzanie[1]
  - Twin Rivers, près de Lusaka : 230 ka (1996)

- Kenya :
  - Muguruk, près du lac Victoria : entre 120 et 30 ka (1988)

- Tanzanie :
  - Abri-sous-roche de Mumba

- Soudan :
  - Ile de Sai, sur le Nil : 182 ka (2003)
  - Khor Abu Anga (2015)

## Analyse
De nombreux assemblages lithiques trouvés en Afrique centrale et au-delà ont ainsi été rattachés au Lupembien, alors qu'ils sont issus de pays très éloignés et sont datés d'époques très différentes. Une révision approfondie de chaque site sera nécessaire pour pouvoir mieux cerner le réel périmètre typologique, chronologique, et géographique de cette industrie.  